# Прейрі-Лейкс
Прейрі-Лейкс (англ. Prairie Lakes) — сільський муніципалітет в Канаді, у провінції Манітоба.

## Населення
За даними перепису 2016 року, сільський муніципалітет нараховував 1453 особи, показавши зростання на 2,1%, порівняно з 2011-м роком. Середня густина населення становила 1,4 осіб/км².
З офіційних мов обидвома одночасно володіли 60 жителів, тільки англійською — 1 380. Усього 190 осіб вважали рідною мовою не одну з офіційних, з них 5 — українську.
Працездатне населення становило 61% усього населення, рівень безробіття — 4,4% (5,8% серед чоловіків та 2,9% серед жінок). 65,4% осіб були найманими працівниками, а 33,8% — самозайнятими.
Середній дохід на особу становив $36 225 (медіана $32 672), при цьому для чоловіків — $40 516, а для жінок $31 883 (медіани — $35 968 та $30 208 відповідно).
31,4% мешканців мали закінчену шкільну освіту, не мали закінченої шкільної освіти — 25,1%, 43% мали післяшкільну освіту, з яких 13,5% мали диплом бакалавра, або вищий.
| Статево-вікова структура населення | Статево-вікова структура населення | Статево-вікова структура населення | Статево-вікова структура населення | Статево-вікова структура населення |
| ---------------------------------- | ---------------------------------- | ---------------------------------- | ---------------------------------- | ---------------------------------- |
|                                    |                                    |                                    |                                    |                                    |
| Всього                             | Всього                             | 50,7%49,3%                         |                                    |                                    |
| 0 — 14 років                       | 0 — 14 років                       |                                    | 14,1%                              | 14,1%                              |
| 15 — 64 років                      | 15 — 64 років                      |                                    | 62,5%                              | 62,5%                              |
| 65 і більше                        | 65 і більше                        |                                    | 23,4%                              | 23,4%                              |
| 85 і більше                        | 85 і більше                        |                                    | 2,1%                               | 2,1%                               |
| Середній вік (років)               | Середній вік (років)               | 46,646,8                           | 46,7                               | 46,7                               |
| Медіана (років)                    | Медіана (років)                    | 53,052,2                           | 52,5                               | 52,5                               |
| — чоловіки — жінки                 |                                    |                                    |                                    |                                    |

| Походження мешканців:     | Походження мешканців:     | Походження мешканців: | Походження мешканців: | Походження мешканців: |
| ------------------------- | ------------------------- | --------------------- | --------------------- | --------------------- |
| Походження                |                           |                       | осіб                  | %                     |
| Корінні американці        | Корінні американці        |                       | 120                   | 9.23%                 |
| Інше північноамериканське | Інше північноамериканське |                       | 325                   | 25%                   |
| Європейське               | Європейське               |                       | 1 170                 | 90%                   |
| британське                | британське                |                       | 860                   | 66.15%                |
| французьке                | французьке                |                       | 195                   | 15%                   |
| українське                | українське                |                       | 95                    | 7.31%                 |
| Карибське                 | Карибське                 |                       | 10                    | 0.77%                 |
| Азійське                  | Азійське                  |                       | 20                    | 1.54%                 |

| Зайнятість населення за галузями (за класифікацією NOC): | Зайнятість населення за галузями (за класифікацією NOC): | Зайнятість населення за галузями (за класифікацією NOC): | Зайнятість населення за галузями (за класифікацією NOC): | Зайнятість населення за галузями (за класифікацією NOC): |
| -------------------------------------------------------- | -------------------------------------------------------- | -------------------------------------------------------- | -------------------------------------------------------- | -------------------------------------------------------- |
|                                                          |                                                          |                                                          |                                                          |                                                          |
| Управління                                               | Управління                                               |                                                          | 17%                                                      | 17%                                                      |
| Бізнес, фінанси та адміністрування                       | Бізнес, фінанси та адміністрування                       |                                                          | 12,6%                                                    | 12,6%                                                    |
| Природничі та прикладні науки                            | Природничі та прикладні науки                            |                                                          | 5,2%                                                     | 5,2%                                                     |
| Охорона здоров'я                                         | Охорона здоров'я                                         |                                                          | 9,6%                                                     | 9,6%                                                     |
| Освіта, правозахист, муніципальні та урядові служби      | Освіта, правозахист, муніципальні та урядові служби      |                                                          | 14,1%                                                    | 14,1%                                                    |
| Роздрібна торгівля та послуги                            | Роздрібна торгівля та послуги                            |                                                          | 11,1%                                                    | 11,1%                                                    |
| Гуртова торгівля, транспорт та обладнання                | Гуртова торгівля, транспорт та обладнання                |                                                          | 16,3%                                                    | 16,3%                                                    |
| Природні ресурси, сільське господарство                  | Природні ресурси, сільське господарство                  |                                                          | 11,1%                                                    | 11,1%                                                    |
| Виробництво                                              | Виробництво                                              |                                                          | 1,5%                                                     | 1,5%                                                     |

## Клімат
Середня річна температура становить 2,6°C, середня максимальна – 23,7°C, а середня мінімальна – -23,1°C. Середня річна кількість опадів – 534 мм.
| Клімат поселення                              | Клімат поселення | Клімат поселення | Клімат поселення | Клімат поселення | Клімат поселення | Клімат поселення | Клімат поселення | Клімат поселення | Клімат поселення | Клімат поселення | Клімат поселення | Клімат поселення | Клімат поселення |
| Показник                                      | Січ.             | Лют.             | Бер.             | Квіт.            | Трав.            | Черв.            | Лип.             | Серп.            | Вер.             | Жовт.            | Лист.            | Груд.            |                  |
| Середній максимум, °C                         | −10,59           | −6,7             | −0,31            | 9,40             | 17,37            | 22,73            | 23,71            | 22,63            | 17,21            | 10,21            | 0,15             | −8,64            |                  |
| Середня температура, °C                       | −16,87           | −12,96           | −6,58            | 3,12             | 11,10            | 16,47            | 19,06            | 18,00            | 12,56            | 5,58             | −4,5             | −13,28           |                  |
| Середній мінімум, °C                          | −23,12           | −19,22           | −12,85           | −3,14            | 4,83             | 10,20            | 14,42            | 13,36            | 7,92             | 0,92             | −9,14            | −17,93           |                  |
| Норма опадів, мм                              | 21               | 21               | 28               | 25               | 68               | 93               | 74               | 70               | 40               | 40               | 27               | 27               |                  |
| Середньомісячна швидкість вітру, м/с          | 4.39             | 4.30             | 4.46             | 4.61             | 4.80             | 4.20             | 3.60             | 3.77             | 4.20             | 4.50             | 4.40             | 4.32             |                  |
| Середньомісячна сонячна радіація, кДж/м²·день | 4267             | 7550             | 12605            | 17017            | 20029            | 21325            | 22024            | 18822            | 13196            | 8012             | 4376             | 3306             |                  |
| --------------------------------------------- | ---------------- | ---------------- | ---------------- | ---------------- | ---------------- | ---------------- | ---------------- | ---------------- | ---------------- | ---------------- | ---------------- | ---------------- | ---------------- |
| Джерело:                                      |                  |                  |                  |                  |                  |                  |                  |                  |                  |                  |                  |                  |                  |